# HJ-8
Die HJ-8 ist eine Panzerabwehrlenkwaffe aus der Volksrepublik China. In ihrem Herkunftsland wird sie als 红箭-8,  Hóng Jiàn-8 oder Hóngjiàn-8 bezeichnet. Die Exportversion wird englisch Red Arrow 8 genannt.

## Entwicklung
In den 1970er-Jahren begann man in der Volksrepublik China die zuvor aus der Sowjetunion importierten 9K11 Maljutka (NATO-Codename AT-3 Sagger) nachzubauen. Diese Panzerabwehrlenkwaffen trugen die Bezeichnung HJ-73. Basierend auf dieser Lenkwaffe begann man mit der Entwicklung einer Panzerabwehrlenkwaffe mit größerer Reichweite. Die Entwicklung erfolgte im Forschungsinstitut 203 und im Werk 282. Einzelne Komponenten der HJ-8 wurden mittels Reverse Engineering von den Panzerabwehrlenkwaffen BGM-71 TOW, HOT und 9K111 Fagot nachgebaut. Im Jahr 1987 war die HJ-8 fertig entwickelt und die Massenproduktion bei Norinco begann.

## Technik
Die HJ-8 ist die Standard-Panzerabwehrlenkwaffe der Volksbefreiungsarmee und wird von der Infanterie sowie ab Fahrzeugen und ab Hubschraubern eingesetzt. So kann die HJ-8 ab dem Transportpanzer YW 534 und ab dem Geländewagen BJ2020 eingesetzt werden. Weiter kann die HJ-8 ab den Hubschraubern Changhe WZ-9, Changhe WZ-10, Aérospatiale SA 341/342 und Mil Mi-17 eingesetzt werden. Die HJ-8 wurde laufend an neue Bedrohungslagen angepasst und modernisiert. Seit den 2010er-Jahren wird sie langsam durch die neueren Modelle HJ-9 und HJ-12 ersetzt.
Die Lenkwaffen werden in versiegelten GFK-Transport- und Startbehältern aus dem Werk ausgeliefert. Der Transport- und Startbehälter wiegt beladen 24,5 kg und wird auf die Starteinheit aufgesetzt. Diese wiegt rund 47 kg und besteht aus einer Dreibein-Lafette, einer Zielverfolgungseinheit und einer Tageslicht-Zieloptik mit zwölffacher Vergrößerung. Auf diese kann das PTI-32-Wärmebildgerät mit einem Gewicht von rund 8 kg aufgesetzt werden und ermöglicht so den Einsatz bei Nacht und schlechtem Wetter. Das gesamte HJ-8 System mit aufgesetzter Lenkwaffe wiegt schussbereit rund 89 kg. Hat der Schütze das Ziel anvisiert, betätigt er den Auslöser und zündet damit die Ausstoßladung, welche die Lenkwaffe mit 70 m/s aus dem Rohr ausstößt. In sicherer Entfernung zündet das Feststoff-Marschtriebwerk und beschleunigt die Lenkwaffe auf rund 220 m/s. Der Flugkörper erreicht durch seine Rotation eine stabile Flugbahn. Um die gesamte Reichweite zu durchfliegen benötigt die Waffe rund 20 Sekunden. Die durchschnittliche Fluggeschwindigkeit beträgt 200 m/s. Während des Fluges spult die Lenkwaffe einen Draht ab, über den sie Lenkkommandos erhält. Die HJ-8 arbeitet nach dem SACLOS-Lenkprinzip (halbautomatische Kommandolenkung). Dabei verfolgt die Zielverfolgungseinheit die Lenkwaffe über einen am Heck angebrachten Infrarot-Strahler. Lenkkommandos werden in der Starteinheit errechnet und über die Drahtverbindung an die Lenkwaffe übermittelt. Während des Fluges braucht der Schütze lediglich das Ziel im Fadenkreuz zu behalten. Der Hohlladungs-Gefechtskopf wird durch einen piezoelektrischen Aufschlagzünder zur Detonation gebracht.

## Varianten
Daten aus
- HJ-8A: Erste Serienversion aus dem Jahr 1987 mit 3-kg-Hohlladung. Durchschlagsleistung rund 500–600 mm Panzerstahl. Reichweite 3.000 m.
- HJ-8B: Zweite Serienversion aus dem Jahr 1993 mit größerem Gefechtskopf mit einem Abstandsdorn. Durchschlagsleistung rund 900 mm Panzerstahl.
- HJ-8C: Version mit verbesserter Elektronik und neuer 4-kg-Tandemhohlladung. Durchschlagsleistung rund 1.000 mm Panzerstahl. Reichweite 4.000 m.
- HJ-8E: Version aus dem Jahr 1996 mit verbesserter Zielverfolgungseinheit und Zieloptik. Kann mit PTI-32-Wärmebildgerät ausgerüstet werden.
- HJ-8F: Version zur Bekämpfung von Feldbefestigungen. Mit Splitter-/Brand-Gefechtskopf.
- HJ-8L: Version mit Kompositwerkstoffen und geringerem Gewicht sowie neuer Elektronik und Zieloptik.

## Nutzerstaaten
Daten aus
- Albanien – Anzahl unbekannt
- Ägypten – Anzahl unbekannt
- Bangladesch – 114
- Bolivien – 500
- Bosnien und Herzegowina – Anzahl unbekannt
- Ecuador – 50
- Irak – Anzahl unbekannt
- Kamerun – 50
- Kenia – Anzahl unbekannt
- Malaysia – Anzahl unbekannt
- Marokko – 100

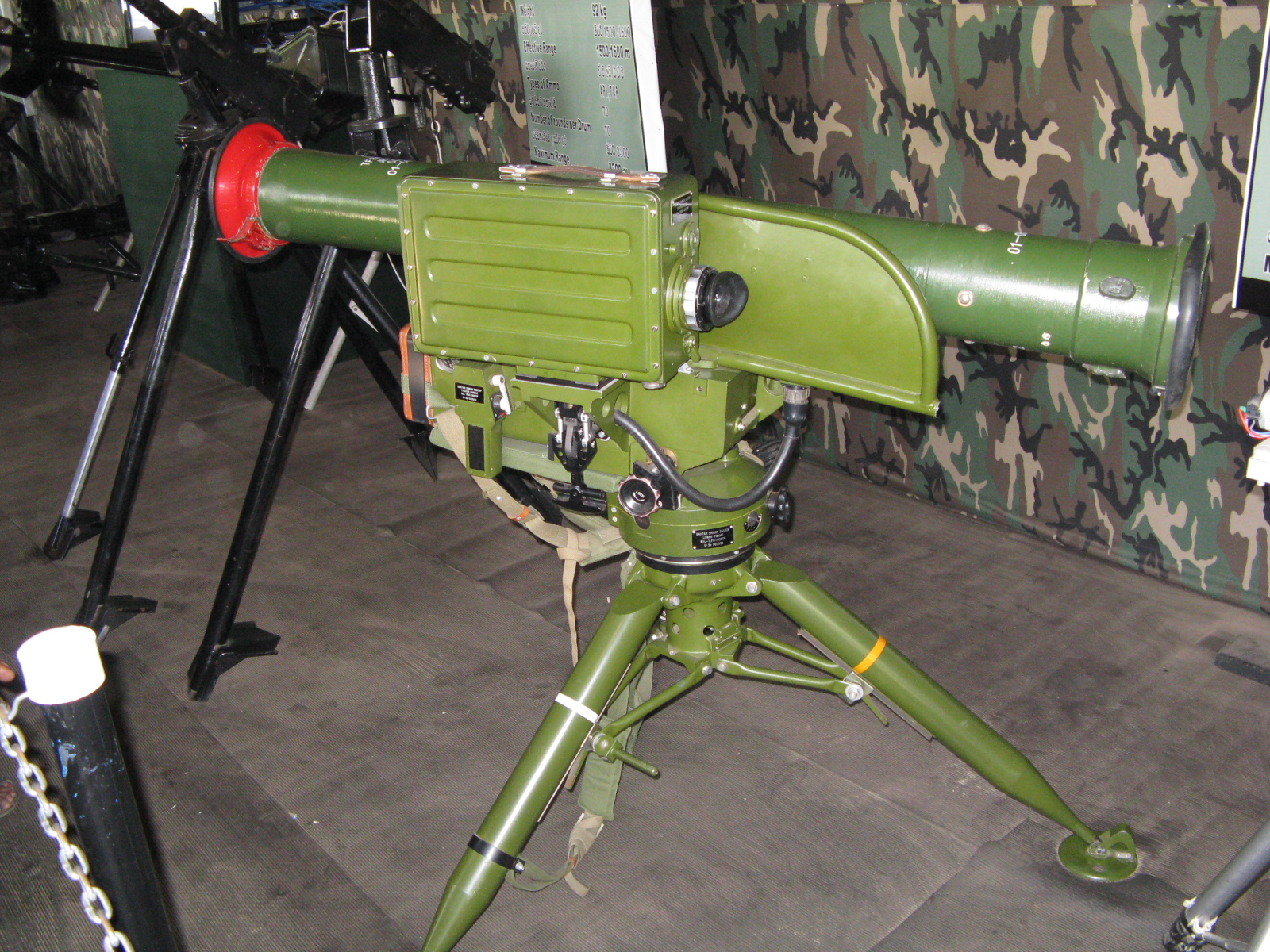
HJ-8 der Streitkräfte Sri Lankas

- Pakistan – Lizenzproduktion unter der Bezeichnung Baktar Shikan
- Peru – Anzahl unbekannt
- Simbabwe – Anzahl unbekannt
- Sri Lanka – Anzahl unbekannt
- Sudan – Anzahl unbekannt
- Syrien – 450
- Thailand – Anzahl unbekannt
- Vereinigte Arabische Emirate
- Volksrepublik China – Anzahl unbekannt
- Uruguay – Anzahl unbekannt
- Venezuela – Anzahl unbekannt
- Zypern – Anzahl unbekannt

## Einsatz
Die HJ-8 kam bei verschiedenen kriegerischen Auseinandersetzungen zum Einsatz: Cenepa-Krieg, Bosnienkrieg, Bürgerkrieg in Sri Lanka, Aufstand im Irak, Bürgerkrieg in Syrien sowie bei weiteren Konflikten auf dem afrikanischen Kontinent.